# Snafu Lake, Ontario
Snafu Lake är en sjö i Algoma District i provinsen Ontario i den sydöstra delen av Kanada, 600 km väster om huvudstaden Ottawa. Snafu Lake ligger 311 meter över havet. Sjön har sitt utlopp i söder och vattnet rinner vidare till Duck Lake och sedan till Matinenda Lake. Snafu Lake tillhör Blind Rivers avrinningsområde. 